# Pentastiridius sudanica
Pentastiridius sudanica är en insektsart som först beskrevs av Victor Lallemand 1925.  Pentastiridius sudanica ingår i släktet Pentastiridius och familjen kilstritar. Inga underarter finns listade i Catalogue of Life.